# Vasi-Hegyhát
A Vasi-Hegyhát (a földrajzi értelemben vett Őrség) az Alpokalja egyik kistája Vas vármegye területén. A 158 km²-es területű vidék a Rába, a Zala és a Lugos-patak völgyei között elterülő, felszabdalt eróziós dombság, tágabb tájföldrajzi kontextusban az Ausztria és Szlovénia területére is kiterjedő Vendvidéki-dombság északkeleti, Magyarországra eső része. Északról az Alsó-Rába-völgy, keletről a Kemeneshát, délkeletről pedig a Zalai-dombsághoz tartozó Felső-Zala-völgy határolja. Délnyugatról és nyugatról, az országhatáron túl a már említett Vendvidéki-dombság vonulatai övezik.

## Földtan és domborzat
A Vasi-Hegyhát medencealjzata szilur és devon kori metamorfitösszletből épül fel, amelyre jégkorszaki vályog, egykori beltavak homokos üledéke, illetve folyóvízi kavicstakaró rakódott. A Rába jobb oldali mellékvizeinek délnyugat–északkeleti irányú völgyei erősen szabdalttá teszik a dombság felszínét. A szélesen bevágódott völgyek között relatíve magas, keskeny dombhátak húzódnak, emellett néhány kavicstakarós tanúhegy szegélyezi a kistáj déli peremét (Lujza-hegy, 384 m; Hármashatár-hegy, 382 m; Katalin-hegy, 365 m). A völgyközi dombhátak lejtése keletről nyugat felé haladva egyre nagyobb, a terület nagy részét 12–25%-os lejtő alkotja. A kistáj legmagasabb pontja a magyar–szlovén határon emelkedő Lujza-hegy (384 m), a tengerszint feletti legalacsonyabb pont a Vasi-Hegyhát (206 m) északkeleti peremén található.
A völgyekben bővízű patakok csörgedeznek, ezek nyugatról kelet felé haladva a következők: Felsőszölnöki-patak, Szakonyfalvi-patak, Zsidai-patak, Hársas-patak, Huszászi-patak, Gyarmati-patak és Lugos-patak. Néhányuk nyári árvízi hozama 10–18 m³/s között mozog, s vízminőségük is kiváló. Néhány kisebb vízhozamú forrás is található Apátistvánfalva térségében.

## Éghajlat
A kistáj klímája mérsékelten hűvös, az évi középhőmérséklet 9,1–9,3 °C között alakul, az évi napsütötte órák száma 1820 körüli. A nedves éghajlati övezet határán fekszik, Magyarország egyik legcsapadékosabb területe. Az éves csapadékmennyiség 770–800 mm között mozog, a magasabban fekvő nyugati területekre hulló tenyészidőszaki csapadék 10–20 mm-rel meghaladja a keleti vidékét. Az Alpok szélárnyékában fekvő Vasi-Hegyhát szélirányeloszlása egyenletes.

## Talaj és növényzet
Jóformán egyeduralkodó talajtípusa a jégkori vályogrétegekre települt pszeudoglejes barna erdőtalaj, ez fedi a kistáj 98%-át. Emellett csupán a Felsőszölnöki-patak széles alluviális völgytalpának réti öntéstalaja (2%) említhető. Mezőgazdasági potenciálja a kiterjedt lejtőterületek, a talaj rossz vízgazdálkodása és az éghajlati adottságok okán elhanyagolható, így ma is kiterjedt erdőterületekkel rendelkezik. A magasabban elterülő hegyi bükkösök, gyertyános-tölgyesek és fenyőelegyes tölgyesek mellett a völgyekben lucosok, illetve hegyvidéki égeresek húzódnak. Az irtások helyén szárazrétek terülnek el, másutt az egykori rétek és szántók ismét beerdősültek. A források környékén szórványosan kialakult magassásrétek és tőzegmohás lápok némelyike fennmaradt (pl. orfalui Fekete-láp).
| Területhasznosítás | Terület     | Területarány |
| ------------------ | ----------- | ------------ |
| Lakott terület     | 237,7 ha    | 1,5%         |
| Szántó             | 1 108,1 ha  | 7,0%         |
| Kert               | 257,3 ha    | 1,6%         |
| Szőlő              | 0,0 ha      | 0,0%         |
| Rét, legelő        | 1 471,6 ha  | 9,3%         |
| Erdő               | 12 655,7 ha | 80,2%        |
| Vízfelszín         | 45,7 ha     | 0,3%         |

## Népesség

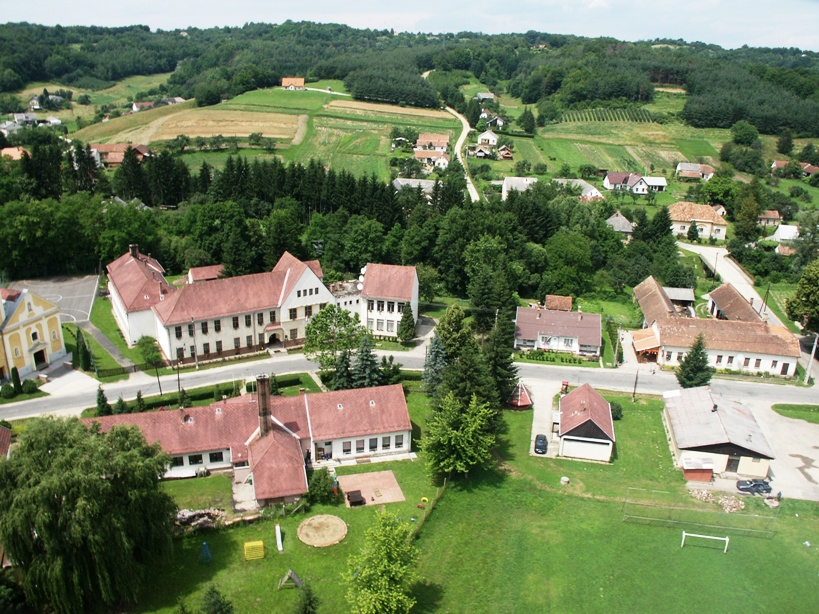
Felsőszölnök faluközpont

A Vasi-Hegyhát népessége 1948 fő (2001), népsűrűsége tehát rendkívül alacsony (12 fő/km²). A kistáj lakossága kedvezőtlen demográfiai folyamatokkal, elöregedéssel jellemezhető, emellett településhálózata főként funkcióhiányos, szeres szórványtelepülésekből áll. Mindössze két település, Felsőszölnök és Kondorfa népessége közelíti meg a 700 lelket, mellettük két aprófalu (Apátistvánfalva, Kétvölgy) és egy, a 200-as lélekszám alatti törpefalu (Orfalu) található a vidéken.
A 2001. évi népszámlálás szerint a lakosság 95,5%-a római katolikus, mellettük csupán kisszámú református (1,3%) él a kistájon. A magyar nemzetiségűek az össznépességnek 53,9%-át teszik ki, egyébként Kondorfa kivételével valamennyi vasi-hegyháti településen jelentős számú szlovén él (45,4%).